# Società italiana di matematica applicata e industriale
La Società italiana di matematica applicata e industriale, SIMAI, è un'associazione culturale senza fini di lucro, costituita con atto notarile del 20 dicembre 1988, ma il cui avvio vero e proprio può essere indicato nel gennaio 1991. La sede operativa della SIMAI è presso l'Istituto per le applicazioni del calcolo "Mauro Picone" del CNR, che fornisce anche supporto logistico per le iniziative della SIMAI.
La SIMAI è la più grande società di matematica applicata in Italia e riunisce circa 400 associati attivi nel mondo dell'università e degli enti di ricerca. Con l'Associazione italiana di ricerca operativa (AIRO) e l'Associazione per la matematica applicata alle scienze economiche e sociali (AMASES) fa parte della "Federazione italiana di matematica applicata" (FIMA).
Come dichiara il suo statuto, la SIMAI ha tra i suoi scopi la promozione dello sviluppo della matematica applicata e industriale e delle discipline connesse, perseguendo una più fattiva interazione tra università, enti di ricerca, e industrie, nei vari settori della matematica applicata, ed intorno a problemi di specifico interesse industriale, con particolare riguardo allo sviluppo di modelli matematici, allo studio delle loro proprietà qualitative, alla relativa analisi numerica, fino all'implementazione di codici di calcolo.
L'attuale presidente è Luca Formaggia, del Politecnico di Milano.
La SIMAI organizza ogni due anni un congresso nazionale.

## Pubblicazioni
La SIMAI cura la diffusione di informazioni che la concernono attraverso vari tipi di pubblicazioni, tra cui un notiziario pubblicato online, "Communications to SIMAI Congress", "SIMAI e-Lecture Notes" e "Matematica e Impresa"